# آنتوان پرتال
آنتوان پُرتال (فرانسوی: Antoine Portal‎؛ ۵ ژانویه ۱۷۴۲ – ۲۳ ژوئیه ۱۸۳۲) پزشک، کالبدشناس، تاریخ‌دان پزشکی و مؤسس و رئیس فرهنگستان ملی پزشکی فرانسه بود. او پزشکی را مابین سال‌های ۱۷۶۲ تا ۱۷۶۵ در مون‌پلیه خواند. او در سال ۱۷۶۶ به پاریس آمد و در آنجا استاد کالبدشناسی دوفن فرانسه و از سال ۱۷۶۹ استاد این رشته در کالج فرانسه شد. لوئی هجدهم او را «نخستین پزشک پادشاه» لقب داد و او همین عنوان را در دورهٔ حکومت شارل دهم نیز حفظ کرد.
وی در سال ۱۸۰۳ کتاب «تاریخچهٔ کالبدشناسی پزشکی» را منتشر کرد که یک اثر ۵ جلدی در مورد تاریخ پزشکی بود. او احتمالاً نخستین کسی بود که آمیلوئید را در کبد در سال ۱۷۸۹ توصیف کرد؛ هنگامی که به ماده ای شبیه به چربی خوک در کبد یک زن مسن اشاره کرد. او نخستین کسی بود که خونریزی ناشی از واریس مری را توصیف کرد. وی همچنین مقاله‌ای در مورد ویژگی‌های بالینی صرع منتشر کرد.
او در سال ۱۸۳۲ در سن ۹۰ سالگی درگذشت و در کلیسای «سان پیر دو مونمارتر» به خاک سپرده شد.
وی همچنین برندهٔ جوایزی همچون لژیون دونور (شوالیه) شده است.